# SNCV Groupe de Namur
Le groupe ou tramway de Namur est un ancien réseau de tramway ayant fonctionné dans la ville de Namur jusqu'en 1955 et jusqu'en 1963 pour la dernière ligne régionale.

## Histoire
Les premières lignes du XIXe siècle :
- 23 janvier 1892 : Namur (Port) - Gare - Salzinnes - Malonne (Port). Le 19 mai 1895, la ligne est étendue jusqu'à Saint-Gérard.
- 15 octobre 1893 : Saint-Servais - Onoz. Le 8 octobre 1898, la ligne est étendue vers Fleurus et Namur.
- 21 septembre 1895 : Namur (Port) - Wépion. Sera étendue plus tard vers Profondeville.

Il y avait un funiculaire côté Meuse de la citadelle de 1898 à 1912 afin d’accéder au château. Il a été remplacé par la ligne circulaire 7 qui, notamment, parcourait la Route Merveilleuse.
En 1949, les lignes sont :
- 1 : Gare de Namur - Place d'Armes - La Plante - Briqueteries - Fooz
- 2 : Gare de Namur - Place d'Armes - La Plante - Briqueteries
- 3 : Château - Hayettes - Salzinnes - Gare de Namur - Place d'Armes
- 4 : Malpas (Malonne) - Salzinnes - Gare de Namur - Place d'Armes - Pont de Jambes - La Plante - Briqueteries - Fooz - Profondeville
- 5 : Saint-Servais - Gare de Namur - Place d'Armes - Saint-Nicolas
- 6 : Saint-Gerard - Malpas (Malonne) - Salzinnes - Gare de Namur - Place d'Armes - Pont de Jambes - La Plante - Briqueteries - Fooz - Profondeville
- 7 : (Ligne circulaire) Gare de Namur - Salzinnes - Hayettes - Château - Route Merveilleuse - Pont de Jambes - Place d'Armes - Gare de Namur
- 8 : Belgrade - Saint-Servais (faubourg) - Gare de Namur - Place d'Armes - Pont de Jambes - Gare de Jambes-Nord
- 9 : Onoz - Belgrade - Saint-Servais (faubourg) - Gare de Namur - Place d'Armes. Le tram 67 Charleroi - Namur a utilisé ce tracé du 17 mai 1953 jusqu'au 31 décembre 1958.
- 10 : (ligne non-électrifiée) Gare de Namur - (contournement du centre) - Pont de Jambes - Gare de Jambes-Nord - Andenne - Huy

Le réseau namurois est l'un des premiers réseaux urbains, après Bruges et Tournai, à avoir démantelé ses lignes de tramways. Essentiellement entre 1952 et 1953, la ligne vers Hannut en 1955 et la dernière ligne en direction de Onoz et Charleroi le 31 décembre 1963.
Le 14 mai 1950, l'autobus s'impose dans l'ensemble du Sud-Est de la province.

## Lignes

### Lignes urbaines
| Nom | Alias Autres indices et tableaux | Début du service voyageurs | Fin du service voyageurs | Traction            |
| --- | -------------------------------- | -------------------------- | ------------------------ | ------------------- |
| 2   | 548                              | 1909                       | 1940                     | électrique          |
| 3   | 548                              | 1909                       | 1952                     | électrique          |
| 5   | 548                              | 1909                       | 1952                     | électrique          |
| 7   | 548                              | 1901                       | 1953                     | vapeur → électrique |
| 8   | 548                              | 1909                       | 1953                     | électrique          |

### Lignes régionales
| Nom   | Alias Autres indices et tableaux | Début du service voyageurs | Fin du service voyageurs | Traction            |
| ----- | -------------------------------- | -------------------------- | ------------------------ | ------------------- |
| 4     |                                  |                            |                          | électrique          |
| 6     | 544, 548                         |                            | 1953                     | électrique          |
| 9     | 539/1                            |                            | 1953                     | vapeur → électrique |
| 10    | 534, 537                         | 1887                       | 1953                     | vapeur → autorail   |
| 539/2 |                                  |                            |                          | vapeur → autorail   |
| 544/1 |                                  |                            |                          | vapeur → autorail   |
| 546   | 7, 636, 925, 930                 | 1908                       | 1960                     | vapeur → autorail   |
| 552   |                                  |                            |                          | vapeur → autorail   |

### Crédits internes
- Cet article est partiellement ou en totalité issu de l'article intitulé « Chemins de fer vicinaux de la province de Namur  » (voir la liste des auteurs).